# Disporella violacea
Disporella violacea är en mossdjursart som först beskrevs av Ferdinand Canu och Ray Smith Bassler 1928.  Disporella violacea ingår i släktet Disporella och familjen Lichenoporidae. Inga underarter finns listade i Catalogue of Life.